# Станарка напуштеног замка
Станарка напуштеног замка (енгл. The Tenant of Wildfell Hall) је други и последњи роман енглеске књижевнице Ен Бронте из 1848. године. Роман описује живот младе жене која напушта свог насилног мужа издржавајући себе и свог младог сина. Иако је доживео велики успех код читалаца, поједини критичари оног времена су напали роман због приказивања грубости, суровости и морбидности алкохолизма. Један критичар је изјавио да је Станарку напуштеног замка „опасно ставити девојкама у руке”. Данас се сматра класиком и једним од првих феминистичких романа оног времена.

## Радња
Роман је подељен у три дела.

### Први део
Први део приповеда Гилберт Маркам, који почиње причу тиме како се мистериозна удовица, госпођа Хелен Грејам, досељава у замак Вајлдфел близу његовог дома. Она постаје предмет интересовања мале заједнице, а тајанствена госпођа Грејам и њен млади син Артур полако се укључују у друштвене кругове села. У почетку, Гилберт изражава интересовање за Елајзу Милворд, упркос томе што његова мајка сматра да може наћи бољу девојку. Његово интересовање за Елајзу слаби како се све више упознаје са госпођом Грејам. Бесна због овога, Елајза шири (и можда измишља) скандалозне гласине о Хелен. Уз брзо ширење трачева, Гилберт стиче утисак да се његов пријатељ, господин Лоренс, удвара госпођи Грејам. Током једног случајног сусрета на путу, Гилберт удара Лоренса дршком од бича, чиме га обара са коња. Иако није свесна овог сукоба, госпођа Грејам и даље одбија да се уда за Гилберта, али када је он оптужи да воли Лоренса, она му даје свој дневник.

### Други део
Други део представља изводе из дневника Хелен Грејам, у којима она описује свој брак са Артуром Хантингдоном. Лепи, духовити Хантингдон такође је размажен, себичан и саможив. Пре него што се ожени Хелен, он флертује са Анабелом Вилмот и користи то да манипулише Хелен и убеди је да се уда за њега. Хелен, слепа од љубави, удаје се за њега и решава да га поправи нежним саветима и добрим примером. Међутим, након рођења њиховог детета, које по оцу добија име Артур, Хантингдон постаје све љубоморнији на свог сина, као и на пажњу и наклоност коју му Хелен посвећује.
Хантингдонов круг разузданих пријатеља често се опија и весели у њиховом дому, Грасдејлу, угњетавајући оне бољег карактера. И мушкарци и жене су приказани као морално пропали. Између осталог, Анабела, сада леди Лоуборо, показује неверност према свом меланхоличном али оданом супругу.
Волтер Харгрејв, брат Хеленине пријатељице Милисент, покушава да освоји Хеленину наклоност. Иако није тако разуздан попут својих пријатеља, он није пожељан удварач: Хелен осећа његову предаторску природу када играју шах. Волтер обавештава Хелен о Артуровој афери са леди Лоуборо. Када његови пријатељи оду, Артур јавно тугује за својом љубавницом и понижава своју супругу, али не жели да јој дозволи развод.
Артурово кварење њиховог сина – које укључује подстицање да пије и псује у раном узрасту, као и да муче животиње – представља последњу кап за Хелен. Она планира да побегне како би спасила сина, али њен муж сазнаје за њене планове из њеног дневника и спаљује уметничке алате са којима је планирала да се издржава. На крају, уз помоћ свог брата, господина Лоренса, и своје слушкиње, Рејчел, Хелен бежи и налази тајно уточиште у замку Вајлдфел.

### Трећи део
Трећи део почиње након што је Гилберт прочитао дневник. Хелен му наређује да је остави јер није слободна да се уда. Он то прихвата, али ускоро сазнаје да се она вратила у Грасдејл јер је њен муж тешко болестан. Хеленини напори да му помогне остају узалудни, а Хантингдонова смрт је болна јер је испуњена страхом од онога што га чека. Хелен не може да га утеши јер он одбија да преузме одговорност за своја дела и уместо тога жели да га прати и моли за његово спасење.
Пролази једна година. Гилберт, након што је чуо гласине о Хеленином предстојећем венчању, открива да се заправо господин Лоренс, с којим се помирио, венчава са Хеленином пријатељицом Естер Харгрејв. Гилберт одлази у Грасдејл и открива да је Хелен сада богата и да живи на свом имању у Стенинглију. Он одлази тамо, али га мучи анксиозност јер осећа да је она сада далеко изнад његове друштвене позиције. Случајно среће Хелен, њену тету и малог Артура. Њих двоје се мире и касније венчавају.

## Феминистички роман
Станарка напуштеног замка сматра једним од првих феминистичких романа. Данас би се могло рећи да је то прича о жени заробљеној у браку са мужем алкохоличарем који је злоставља. Била је врло популарна, чак је продата у више примерака него Оркански висови. Међутим, чак је и Шарлота Бронте сматрала да је ова књига недолична и покушавала је да спречи да буде објављена након смрти своје сестре.

## Адаптације
Роман је екранизован у две телевизијске серије 1968. и 1996. године.